# Харкер, Сюзанна
Сюза́нна Ха́ркер (англ. Susannah Harker; родилась 26 апреля 1965, Лондон) — английская актриса театра, кино и телевидения.

## Биография
Родилась в семье актёров Полли Адамс и Ричарда Оуэнса (Richard Owens). Имеет младшую сестру — актрису Каролину Харкер.
Сюзанна принадлежит к актёрской династии. Актёром был её прапрапрадед — Уильям Пирпоинт Харкер (Pirpoint Harker). Его сын, Джозеф Харкер (1856—1927), был художником-оформителем в Лондонском театре. Он был другом писателя Брэма Стокера. При написании «Дракулы» Стокер дал фамилию друга главному герою — Джонатану Харкеру. Один из сыновей Джозефа, Гордон (1885—1967), также стал актёром.
Сюзанна Харкер получила образование в Центральной школе речи и драмы в Лондоне (Central School of Speech and Drama).
Свою первую роль она исполнила в 1985 году в фильме «Burke & Wills». Много работала в телевизионных сериалах на английском телевидении. К числу наиболее известных работ можно отнести съёмки в сериале «Гордость и предубеждение» по роману Джейн Остин, где она исполнила роль Джейн Беннетт. В настоящий момент Сюзанна Харкер уделяет бо́льшее внимание работе в театре.
Актриса участвует в общественной жизни страны. Например, она активно выступала против ввода английских войск в Ирак в 2002—2003 годах. Состоит в организации «Stop the War».
С 1993 до 2004 года Сюзанна Харкер была замужем за шотландским актёром Иеном Гленом. От брака имеет сына — Финли.

## Творчество

### Телевидение
- 1988 — Troubles — Анжела Спенсер
- 1988 — The Fear — Линда
- 1989 — Когда мы встретимся вновь[англ.] / Till We Meet Again — Лаура де Лансель
- 1990—1991 — Законник / Chancer — Джоанна Франклин
- 1990 — Карточный домик — Мэтти Сторин
- 1991 — Adam Bede
- 1993 — Карточный домик. Зайти с короля — Мэтти Сторин
- 1994 — The Memoris of Sherlock Holmes — The Dying Detective — Аделаида Саваж
- 1994 — Fait — Холли Моретон
- 1995 — Гордость и предубеждение / Pride and Prejudice — Джейн Бенет
- 1995 — Карточный домик. Окончательное решение — Мэтти Сторин
- 1998 — Ultraviolet — доктор Анжела (Энджи) Марч
- 1998 — Heat of the Sun — Эмма Фицджеральд
- 2001 — Murder in Mind — Барбара Дэвис
- 2002 — Waking the Dead — Клэр Делейни
- 2006 — Perfect Parents — Элисон
- 2009 — Midsummer Murders — Матильда Симмс
- 2010 — Двигаясь вперёд / Moving On — Анна
- 2011 — Юный Джеймс Херриот / Young James Herriot — леди Верити Муирхед
- 2012 — Новые трюки / New Tricks — Элизабет Клейтон
- 2017 — Гранчестер / Grantchester — Вероника Стоун

### Кино
- 1985 — Burke & Wills — Бесси Виллс
- 1987 — The Lady’s Not for Burning — Эллисон Эллиот
- 1987 — White Mischief — молодая девушка
- 1989 — A Dry white Season — Сюзетт
- 1996 — Прожить жизнь с Пикассо — Мари-Тереза
- 2000 — Offending Angeles — Пэрис
- 2001 — Trance — Сара Лэмб
- 2001 — Интим/Intimacy — Сьюзан
- 2004 — The Hotel in Amsterdam — Маргарет
- 2007 — Always Crashing in the Same Car — Мэри Бут
- 2007 — My Mother — Дженет

### Театр
- Три сестры /Three Sisters — Маша
- The Little Black Book — Сюзанна
- The Browning Version — Милли
- Дядя Ваня /Uncle Vanya
- Tartuffe
- The importance of Bling Ernest — Гвендолин
- She Stoops to Conquer — Кейт
- Coriolanus
- Racing Demon
- The Debutante Ball
- Look Back in Anger
- Winter in the Morning

## Награды
В 1991 году номинировалась на премию BAFTA TV Award как лучшая актриса за роль в сериале «Карточный дом» (англ. House of Cards;1990).

## Интересные факты
В телесериале «Гордость и предубеждение» (1995) Сюзанна Харкер исполнила роль Джейн Бенет. Эту же роль исполняла её мать, актриса Полли Адамс, в телесериале 1967 года.